# Sümegcsehi
Sümegcsehi è un comune dell'Ungheria di 647 abitanti (dati 2001). È situato nella contea di Zala.